# سهل بن حنیف
سَهل بن حُنَیف بن وهب انصاری از صحابه محمد، پیامبر اسلام و از خواص شیعیان علی بن ابی طالب بود. وی از قبیله اوس و انصار بود. وی از جمله بدریون بود و در غزوه احد، هنگام شکست مسلمانان، از میدان جنگ نگریخت. وی در احادیث روایت شده از جعفر صادق، امام ششم شیعه، جزو نقبای پیامبر و از مؤمنانی که بعد از درگذشت پیامبر ایمانشان تغییری نکرده‌است. به نقل از شیخ صدوق وی از جمله افرادی است که مخالف خلافت ابوبکر و معتقد به ولایت علی بود.
عثمان بن حنیف برادر او بود.
در زمان خلافت علی بن ابی طالب، وی ابتدا به فرمانداری شام منصوب شد. اما طرفداران عثمان راه را بر او بستند و اجازه ندادند به شام برسد. سپس، از سوی علی به فرمانداری مدینه گماشته شد و تا هنگام نبرد صفین در آن مقام بود. سپس، به جمع لشکریان علی در نبرد پیوست و به جای او تمام بن عباس یا قثم بن عباس فرمانداری مدینه را بر عهده گرفت. وی در نبرد صفین فرمانده سواران بصری بود. وقتی علی تصمیم گرفت که با معاویه ترک مخاصمه کند، سهل از افرادی بود که معاهده را امضا کرد. وی پس از نبرد صفین در کوفه درگذشت و علی او را کفن کرد و بر او نماز میت خواند.